# Babrala
Babrala è una suddivisione dell'India, classificata come nagar panchayat, di 14.447 abitanti, situata nel distretto di Budaun, nello stato federato dell'Uttar Pradesh. In base al numero di abitanti la città rientra nella classe IV (da 10.000 a 19.999 persone).

## Geografia fisica
La città è situata a 28° 16' 0 N e 78° 24' 0 E e ha un'altitudine di 176 m s.l.m..

## Società

### Evoluzione demografica
Al censimento del 2001 la popolazione di Babrala assommava a 14.447 persone, delle quali 7.676 maschi e 6.771 femmine. I bambini di età inferiore o uguale ai sei anni assommavano a 2.497, dei quali 1.371 maschi e 1.126 femmine. Infine, coloro che erano in grado di saper almeno leggere e scrivere erano 8.038, dei quali 4.836 maschi e 3.202 femmine.